# 円福寺 (魚沼市)
圓福寺（えんぷくじ）は、新潟県魚沼市にある真言宗智山派の寺院。

## 歴史
奈良時代、聖武天皇の開基である。「北陸鎮護の道場」という目的で創建された。
当寺の本尊である阿弥陀如来像と上杉謙信が奉納したという多聞天像はいずれも国の重要文化財に指定されている。
当寺の庭園（苔庭）は京都市左京区大原にある三千院の庭園の庭師を招聘して作庭したものといわれており、「圓福寺の苔庭」として知られている。

## 文化財
- 木造阿弥陀如来坐像・木造多聞天立像（重要文化財 昭和35年6月9日指定）[3]

## 交通アクセス
- 小出駅より徒歩30分。